# Lissonota heterodoxa
Lissonota heterodoxa là một loài tò vò trong họ Ichneumonidae.